# هندسة الخط الجنسي البشري
هندسة الخط الجنسي البشري هي العملية التي يتم من خلالها تحوير جينوم الفرد وإحداث تغييرات قابلة للتوريث. يتحقق ذلك عبر التعديلات الجينية ضمن الخلايا الجنسية، أو الخلايا التناسلية، مثل البويضة والحيوانات المنوية. هندسة الخط الجنسي البشري هي إحدى أنماط التعديل الجيني التي تتلاعب بالجينوم بشكل مباشر باستخدام تقنيات الهندسة الجزيئية. بالإضافة إلى هندسة الخط الجنسي، يمكن تطبيق التعديل الجيني بطريقة أخرى، وهي التعديل الجيني الجسدي. يشمل التعديل الجيني الجسدي إحداث تغييرات على الخلايا الجسدية، وهي جميع خلايا الجسم التي لا تشارك في التكاثر. رغم أن العلاج الجيني الجسدي يتلاعب بجينوم الخلايا المستهدفة، فإن هذه الخلايا ليست مشمولة ضمن الخط الجنسي، فلا تكون التغييرات موروثة، أي لا يمكن نقلها إلى الجيل التالي.
لأسباب تتعلق بالسلامة والأخلاق والمجتمع، هناك اتفاق واسع بين المجتمع العلمي والعمومي على أن تحوير الخط الجنسي هو خط أحمر لا ينبغي تجاوزه. يُحظر استخدام تقنيات تحوير الخط الجنسي بموجب القانون في أكثر من 40 دولة وبموجب معاهدة دولية لمجلس أوروبا. مع ذلك، في نوفمبر عام 2015، استخدمت مجموعة من العلماء الصينيين تقنية كريسبر/كاس9 لتحوير أجنة وحيدة الخلية وغير قابلة للحياة لاختبار فعالية هذه التقنية. كانت هذه المحاولة غير ناجحة إلى حد ما؛ جزء صغير فقط من الأجنة اندمج مع المادة الجينية الجديدة بنجاح لكن حدثت طفرات عشوائية كثيرة في معظم الأجنة. احتوت الأجنة غير القابلة للحياة المُستخدمة على مجموعة إضافية من الكروموسومات، ما سبب إشكالية. في عام 2016، أجريت دراسة أخرى مماثلة في الصين استخدمت أيضًا أجنة غير قابلة للحياة مع مجموعات إضافية من الكروموسومات. أظهرت هذه الدراسة نتائج مشابهة جدًا للأولى؛ كان التكامل مع الجين المطلوب ناجحًا، ومع ذلك فشلت أغلب المحاولات، أو أنتجت طفرات غير مرغوبة.
حاولت إحدى التجارب، وربما أكثرها فشلًا، في أغسطس عام 2017، استهداف وتصحيح طفرة إم واي بي بّي سي3 متغايرة الزيجوت المرتبطة باعتلال عضلة القلب الضخامي في الأجنة البشرية باستخدام تقنية كريسبر/كاس9. نسبة 52% من الأجنة البشرية لم تنجح في الاحتفاظ بالنسخة العادية من النوع البري فقط من جين إم واي بي بّي سي3، وكانت بقية الأجنة فسيفسائية، إذ احتوت بعض الخلايا في البويضة المخصبة على نسخة من الجين الطبيعي واحتوت بعضها الأخرى على الطفرة.
في نوفمبر عام 2018، ادعى الباحث خه جيان كوي أنه أنتج أول طفلين محورين جينيًا، عُرفا بأسمائها المستعارة، لولو ونانا. في مايو عام 2019، وضع محامون في الصين، في ضوء ادعاء خه جيان كوي بإنتاجه أول إنسان مُحور جينيًا، لوائح قانونية تنص على أن أي شخص يتلاعب بالجينوم البشري من خلال تقنيات التحرير الجيني، مثل كريسبر، سيكون مسؤولًا عن أي عواقب سلبية مرتبطة بها.

## كريسبر/كاس9
التحرير الجيني هو مجموعة من التقنيات التي تمنح العلماء القدرة على تغيير الحمض النووي الريبوزي منقوص الأكسجين (الدنا) للكائن الحي. تسمح هذه التقنيات بإضافة المواد الجينية أو إزالتها أو تغييرها في مواقع معينة في الجينوم. طُورت عدة طرق للتحرير الجيني. تعد تقنية كريسبر/كاس9، وهي اختصار للتكرارات العنقودية المتناظرة القصيرة منتظمة التباعد والبروتين المرتبط بكريسبر 9، أكثر تقنيات التحرير الجيني فعالية حتى الآن.
يتكون نظام كريسبر/كاس9 من جزيئتين رئيسيتين تُحدثان تغييرًا في الدنا. يعمل إنزيم يسمى كاس9 كـ«مقص جزيئي» يمكنه قطع شريطي الدنا في موقع معين في الجينوم بحيث يمكن إضافة قطع معينة من الدنا أو إزالتها. الجزئية الأخرى عبارة عن قطعة من الحمض النووي الريبوزي (الرنا) تسمى الرنا الدليل وتتكون من قطعة صغيرة من تسلسل الرنا المصمم مسبقًا (يكون بطول 20 قاعدة آزوتية) تقع ضمن دعامة أطول من الرنا. يرتبط هذا الجزء من الدعامة بالدنا و«يوجه» كاس9 إلى الجزء الصحيح من الجينوم. هذا يضمن أن يقطع إنزيم كاس9 الجينوم في النقطة الصحيحة.
يكون الرنا الدليل مصممًا بطريقة تسمح له بإيجاد تسلسل معين في الدنا والارتباط به. يحتوي الرنا الدليل على قواعد من الرنا تكون مكملة لتلك الموجودة في تسلسل الدنا المستهدف في الجينوم. هذا يعني أن الرنا الدليل سيرتبط فقط بالتسلسل المستهدف ولن يرتبط بمناطق أخرى من الجينوم. يتبع كاس9 الرنا الدليل إلى نفس الموقع في تسلسل الدنا ويعمل على قطع كل من شريطي الدنا. في هذه المرحلة، تدرك الخلية أن الدنا تعرض لأذية وتحاول إصلاحه. يمكن للعلماء استخدام آلية إصلاح الدنا لإدخال تغييرات على جين واحد أو أكثر في جينوم الخلية الهدف.
رغم أمكانية استخدام كريسبر/كاس9 على البشر، استُخدم من قبل العلماء على النماذج الحيوانية الأخرى أو أنظمة الخلايا المزروعة، بهدف إجراء تجارب لدراسة الجينات التي قد تكون مسؤولة عن الأمراض البشرية. تُجرى التجارب السريرية على الخلايا الجسدية، لكن يمكن استخدام تقنية كريسبر لتعديل دنا الخلايا الجذعية المنوية. يمكن لذلك أن يقضي على بعض الأمراض لدى الإنسان، أو على الأقل، يقلل بشكل ملحوظ من تكرار المرض حتى يختفي في النهاية على مدى أجيال. يمكن نظريًا تعديل جينات الناجين من السرطان بواسطة تقنية كريسبر/كاس9 بحيث لا تنتقل بعض الأمراض أو الطفرات إلى ذريتهم. قد يحد ذلك من استعداد البشر للإصابة بالسرطان. يأمل الباحثون أن يتمكنوا من استخدام التقنية مستقبلًا لعلاج الأمراض المستعصية حاليًا عن طريق تغيير الجينوم تمامًا.

## الاستخدامات المحتملة
يعاني مريض برلين من طفرة في جين سي سي آر5 (الذي يرمّز لبروتين على سطح خلايا الدم البيضاء، يستهدفه فيروس العوز المناعي البشري) تعطل التعبير عن بروتين سي سي آر5، وتمنح مناعة فطرية لفيروس العوز المناعي البشري. يسبب فيروس العوز المناعي البشري/الإيدز إمراضية شديدة ولا يمكن علاجه. تشمل إحدى الاقتراحات تعديل الأجنة البشرية جينيًا لإعطاء الأليل سي سي آر5 ∆32 للفرد.
هناك العديد من الاستخدامات المحتملة التي تشمل علاج الأمراض والاضطرابات الوراثية. إذا أُتقنت طرق تحرير الجينات الجسدية، يمكن أن تساعد المرضى بشكل ملحوظ. في الدراسة الأولى المنشورة بخصوص هندسة الخط الجنسي البشري، حاول الباحثون تحرير جين إتش بي بي الذي يرمّز لبروتين بيتا-غلوبين البشري. تؤدي الطفرات في جين إتش بي بي إلى اضطراب ثلاسيميا بيتا، والذي قد يكون مميتًا. قد ينتج عن التحرير الجيني المثالي لدى المرضى الذين لديهم مثل هذه الطفرات، نسخ من الجين خالية من الطفرات، ما يعالج المرض بشكل فعال. تكمن أهمية تحرير الخط الجنسي في نقل هذه النسخة الطبيعية من جينات إتش بي بي إلى الأجيال القادمة.
من الاستخدامات الأخرى الممكنة لهندسة الخط الجنسي البشري إجراء تعديلات تحسين النسل على البشر والتي قد تؤدي إلى ما يُعرف باسم «الأطفال المصمَّمين». يشير مفهوم «الطفل المصمم» إلى إمكانية اصطفاء كامل التركيب الجيني له. عند إتقان هذه العملية، سيكون الأفراد قادرين على تصميم النسل كما يريدون، بنمط جيني من اختيارهم. لا تقتصر هندسة الخط الجنسي البشري فقط على اصطفاء سمات معينة، بل وتسمح أيضًا بتعزيز هذه السمات. يخضع تحرير الخط الجنسي البشري بهدف الاصطفاء والتعزيز حاليًا للتدقيق الشديد، والقوة الدافعة الرئيسية وراء هذه الحركة هي محاولة حظر هندسة الخط الجنسي البشري.